# Femme Fatale (加藤ミリヤのアルバム)
『Femme Fatale』（ファム・ファタール）は、日本のシンガーソングライター・加藤ミリヤの10枚目のオリジナル・アルバム。2018年6月20日にSony Music Records内のレーベルMASTERSIX FOUNDATIONから発売された。

## 概要
オリジナルアルバムとしては、前作「Utopia」から約1年1か月ぶりの発売となる。前作以降に発売されたシングル2曲、ミニアルバム『I HATE YOU -EP-』から3曲含む全13曲が収録されている。
今作は、代表曲を大胆に“新解釈”し話題を呼んだ「新約ディアロンリーガール feat. ECD」や、映画主題歌「ROMANCE」、JP THE WAVYとのコラボレーションで話題を呼んだ「顔も見たくない feat. JP THE WAVY」などに加えて、今回新録された楽曲にも、YEN TOWNを主宰しAwichやkZmなどのプロデュースでストリートシーンから根強い支持を集めるChaki Zuluや、KOHHのDJとしても名を馳せるRIKIなどに加えて、「Love Forever / 加藤ミリヤ×清水翔太」のトラックを手掛けたShingo.Sなど、アンダーグラウンドとメジャーJ-POPのシーンを自由に横断するクリエイター陣と交わり生まれた楽曲が名を連ねている。
初回生産限定盤と通常盤の2タイプで発売された。初回生産限定盤にはミュージック・ビデオとスペシャルメイキング映像が収録されたDVDが付属し、オリジナル限定ジャケット（初回仕様とは写真の内容が異なる）とLPサイズジャケット仕様となっている。初回仕様特典としてミニポスター仕様のブックレットが封入されている。
本作を引っさげて、同年6月3日より全国ツアー「CELEBRATION tour 2018 supported by KAWI JAMELE」を16公演開催した。

## 収録曲
- 作詞・作曲：Miliyah (#7は除く)

### DISC1:CD (全形態共通)
1. Femme Fatale (2:53)
produced by Chaki Zulu
2. I HATE YOU (3:05)
produced by the Sknow
  - 1stミニアルバム『I HATE YOU -EP-』収録曲
3. 私の名はイノセンス (4:29)
arranged by Shuya, Gakushi
4. 貴方はまだ愛を知らない (3:55)
Produced by Shingo.S
5. Funny Love (2:48)
arranged by Gakushi
6. あたしの細胞 (3:01)
Produced by the Sknow by Shuya, Gakushi
7. 新約ディアロンリーガール feat.ECD (3:56)
作詞・作曲：Miliyah、Takashi Matsumoto、Kyouhei Tsutsumi、Marvin Gaye、David Ritz、Odell Elliot Brown Jr. / 編曲：(Track Produced by RIKI)
  - 37thシングル
8. 顔も見たくない feat. JP THE WAVY (3:21)
Produced by JIGG
  - 1stミニアルバム『I HATE YOU -EP-』収録曲
9. KING / QUEEN (3:05)
Produced by the Sknow
10. オンリー・ロンリーマン (3:19)
Produced by RIKI
11. Don’t let me down (4:12)
Produced by Chaki Zulu
  - 1stミニアルバム『I HATE YOU -EP-』収録曲
  - 表記が異なりミニアルバムでは「Don't Let Me Down」となっていたが、今作では「D」以外は全小文字に統一されている。
12. BURN (4:56)
Arranged by Shuya, Gakushi
13. ROMANCE (Album Ver.) (4:45)
Produced by Shingo.S
  - 36thシングルアルバムヴァージョン
  - アスミック・エース配給映画『ラブ×ドック』主題歌

### DISC2:DVD【初回生産限定盤のみ】
| #  | タイトル                               | 作詞 | 作曲・編曲 | 監督 |
| -- | -------------------------------------- | ---- | ---------- | ---- |
| 1. | 「新約ディアロンリーガール feat. ECD」 |      |            |      |
| 2. | 「I HATE YOU」                         |      |            |      |
| 3. | 「顔も見たくない feat. JP THE WAVY」   |      |            |      |
| 4. | 「ROMANCE」                            |      |            |      |

| #  | タイトル                            | 作詞 | 作曲・編曲 | 監督 |
| -- | ----------------------------------- | ---- | ---------- | ---- |
| 5. | 「Making of "ROMANCE" Music Video」 |      |            |      |